# HD 213179
HD 213179，又名BD+26 4439，SAO 90544、HR 8564，是一颗恒星，视星等为5.79，位于銀經87.57，銀緯-26.17，其B1900.0坐标为赤經22h 24m 29s，赤緯+26° -26.17′ 7″。